# Adetomyrma caudapinniger
Adetomyrma caudapinniger (din latină caudapinna, „coada aripioare”, și gero, „au”, referindu-se la paramera distinctivă) este o specie de furnică endemică în Madagascar.

## Descriere
Adetomyrma caudapinniger este cunoscut doar de la masculi care se deosebesc cu ușurință de alți masculi Adetomyrma prin paramerul său bilobat și formula 2,2 pedipalp. Aceste caractere, precum și cele observate în aedeagus, sunt unice pentru Adetomyrma caudapinniger, iar o separare a acestei specii de restul speciilor Adetomyrma este clară și consecventă. De exemplu, A. aureocuprea, care este superficial similar cu A. caudapinniger, are o parameră simplă și o formulă palpală de 3,3.